# Mexer
Edson André Sitoe (Maputo, 8 september 1987) – alias Mexer – is een Mozambikaans voetballer die doorgaans als centrale verdediger speelt. Hij staat onder contract bij Girondins Bordeaux, dat hem in 2019 weghaalde bij Rennes. In 2014 debuteerde hij in het Mozambikaans voetbalelftal.

## Clubcarrière
Mexer begon met voetballen in Mozambique bij Desportivo de Maputo. In januari 2010 trok hij naar de Portugese topclub Sporting Lissabon. Tijdens het seizoen 2010/11 en 2011/12 speelde hij op uitleenbasis voor SC Olhanense. In 2012 tekende hij transfervrij een contract bij CD Nacional. Twee jaar later tekende Mexer een driejarig contract bij het Franse Stade Rennais. Op 10 augustus 2014 debuteerde hij in de Ligue 1 tegen Olympique Lyon. Zes dagen later maakte hij twee doelpunten in het competitieduel tegen Évian Thonon Gaillard. In het seizoen 2014/15 speelde Mexer uiteindelijk 35 competitiewedstrijden en vier duels in de Franse bekertoernooien.

## Clubstatistieken
| Seizoen | Club              | Land      | Competitie    | Wed. | Doelp. |
| ------- | ----------------- | --------- | ------------- | ---- | ------ |
| 2009/10 | Sporting Lissabon | Portugal  | Primeira Liga | 0    | 0      |
| 2010/11 | → SC Olhanense    | Portugal  | Primeira Liga | 16   | 0      |
| 2011/12 | → SC Olhanense    | Portugal  | Primeira Liga | 24   | 0      |
| 2012/13 | CD Nacional       | Portugal  | Primeira Liga | 28   | 2      |
| 2013/14 | CD Nacional       | Portugal  | Primeira Liga | 29   | 0      |
| 2014/15 | Stade Rennais     | Frankrijk | Ligue 1       | 35   | 4      |
| 2015/16 | Stade Rennais     | Frankrijk | Ligue 1       | 16   | 0      |
| 2016/17 | Stade Rennais     | Frankrijk | Ligue 1       | 23   | 1      |
| 2017/18 | Stade Rennais     | Frankrijk | Ligue 1       | 17   | 0      |
| 2018/19 | Stade Rennais     | Frankrijk | Ligue 1       | 15   | 0      |
| Totaal  | Totaal            | Totaal    | Totaal        | 203  | 7      |

## Interlandcarrière
Zijn debuut in het Mozambikaans voetbalelftal maakte Mexer op 27 juli 2008 in de kwartfinale van de COSAFA Cup tegen Botswana. Hij speelde de volledige wedstrijd, die met 0–2 werd gewonnen. Mexer maakte zijn eerste interlanddoelpunt op 18 mei 2014 in het kwalificatietoernooi voor het Afrikaans kampioenschap voetbal 2015. De wedstrijd tegen Zuid-Soedan werd met 5–0 gewonnen; in de 42ste minuut maakte hij het tweede doelpunt. In dat kwalificatietoernooi, waarin Mozambique zich niet wist te kwalificeren, speelde Mexer acht van de tien wedstrijden.

## Erelijst
| Coupe de France | 1x | 2018/19 |